# O grande mentecapto
O Grande Mentecapto è un romanzo dello scrittore brasiliano Fernando Sabino, pubblicato per la prima volta in Brasile nel 1979.
Il libro racconta la storia di Viramundo, un vagabondo che viaggia per le strade delle città di Minas Gerais, tra le quali Tiradentes, Ouro Preto, Mariana, Belo Horizonte ed altre.

## Trama
Viramundo è un uomo ingenuo che cerca di inserirsi in mezzo ad una società emarginante.
Il romanzo intende essere un omaggio alle persone umili e ingenue. Il protagonista viaggia costantemente alla ricerca di conflitti per risolverli in modo eroico. Egli vive una serie di peripezie e trova i più diversi tipi di persone, comportandosi sempre in modo ingenuo e con buone intenzioni, e spesso diventando vittima delle cattiverie del mondo in cui vive. 
Viramundo viene emarginato da una società che egli non capisce e nella quale non riesce ad inserirsi. Egli suscita un sentimento di pena e tenerezza in tutti coloro che soffrono l'ironia e l'imprevidenza delle persone. In una delle sue avventure, si innamora di Marília, figlia del governatore di Minas Gerais.
Egli percepisce che il mondo è una grande metafora e lo tratta con idealismo, come se fosse reale. Riparare il mondo è la sua missione ed egli si dedica ad essa e non si lascia abbattere dall'insuccesso. Nell'opera c'è sempre una connessione tra il reale e il fantastico, il concreto e l'astratto. Per questo, il nostro eroe non teme i forti e neanche le minacce; accetta, senza reclamare, quello che la vita gli riserva.
Viramundo può essere considerato un pazzo, ma chi non lo è? Cos'è la pazzia? La società ritratta nel romanzo è piena di persone frequentemente chiamate matte. Durante tutto il romanzo, la fragilità dei limiti tra la sanità e la follia viene messa in evidenza. 
Alla fine del suo viaggio, Viramundo perde il suo idealismo e percepisce la dura realtà della convivenza umana. 
In un finale altamente emblematico, viene ucciso da suo fratello.

## Metafore
L'intertestualità biblica è alquanto evidente: la traiettoria e il comportamento di Viramundo vengono messi in parallelo con la Via Crucis di Cristo in tutti gli aspetti, anche nel sacrificio finale.
Oltre a questo, egli è rappresentato come un autentico Don Chisciotte brasiliano, pieno di sogni irraggiungibili. Egli non desidera i beni materiali e adora la sua amata così come il celebre personaggio di Cervantes faceva con Dulcinea.